# جاك لويس (لاعب كرة قدم بريطاني)
جاك لويس (بالإنجليزية: Jack Lewis)‏ (1912 في المملكة المتحدة - ) هو لاعب كرة قدم بريطاني في مركز نصف الجناح. لعب مع ستوك سيتي وMerthyr Town F.C. ‏.